# 9442 Beiligong
A 9442 Beiligong (ideiglenes jelöléssel (9442) 1997 GQ27) a Naprendszer kisbolygóövében található aszteroida. Beijing Schmidt CCD Asteroid Program keretében fedezték fel 1997. április 2-án.